# Nitrofiel

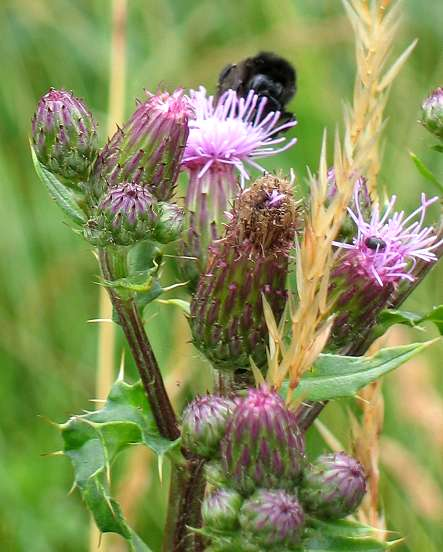
Akkerdistel (Cirsium arvense) is een stikstofindicator die vaak wordt aangetroffen aan veldranden

Met een nitrofiel of nitrofiet (van het Latijnse nitrogenium: stikstof) wordt een uitgesproken stikstofminnende plant of korstmos bedoeld. Nitrofielen verspreiden zich sterk op standplaatsen met een hoge stikstofdepositie. Daarbij verdringen ze meestal andere soorten die minder stikstof aankunnen.

## Nitrofielen als bio-indicatoren
Als wilde planten vertonen nitrofielen een hoog gehalte aan bodemstikstof of nutriënten op de locatie, zodat ze kunnen dienen als indicatorplanten voor stikstof- en voedselrijke bodems. Aangezien het gehalte aan beschikbare stikstof in de bodem meestal hand in hand gaat met het gehalte van andere meststoffen zoals fosfaat, worden de planten over het algemeen als voedselminnend beschouwd.
Epifytische mossen en korstmossen, die nitrofiel zijn, lijken zich snel te verspreiden langs de straten van de binnenstad als gevolg van de afname van de zwaveldioxidevervuiling in de lucht in de jaren 1990 en tegelijkertijd de verhoogde uitstoot van stikstofdioxiden door voertuigen met katalysatoren.

## Prevalentie
In Centraal-Europa zijn er onder natuurlijke omstandigheden slechts kleine stikstofrijke vindplaatsen. Deze omvatten mondingen van rivieren, de directe omgeving van holen van dieren en broedplaatsen van vogels, waar veel guano ligt. Nitrofielen kunnen ook tijdelijk voorkomen op sommige locaties, zoals bijvoorbeeld in bossen die zijn vernietigd door windschade.
De prevalentie van nitrofielen is sterk veranderd met de grote aantallen mensen die zich in de wereld hebben gevestigd. Door menselijke bezigheden is er meer stikstof in de buurt van vestigingsplaatsen. Door het gebruik van minerale stikstofmeststoffen en het uitrijden van dierlijke mest is er in landbouwgebieden een grote hoeveelheid stikstof beschikbaar, waardoor veel planten die met minder stikstof kunnen rondkomen, verdrongen worden. In stedelijke gebieden zijn veel nitrofielen te vinden op plaatsen waar honden urineren.
De meeste bedreigde planten zijn door de hoge stikstofdepositie in Europa juist indicatoren van gebrek aan voedsel in de bodem (magerheid). 
Ongeveer 200 soorten bloeiende planten worden beschouwd als stikstofindicatoren in Centraal-Europa, waarvan de meeste kruidachtige planten zijn.
De volgende stikstofindicatoren komen vaak voor: (het stikstofgetal volgens Ellenberg staat tussen haakjes)
Langs bosranden en bospadenbrandnetel (8), bramen (6), groot springzaad, klein springzaad (6)
Bemeste weidenpaardenbloem (8), veldzuring (8)
Akkerrandenakkerdistel (7)
Nabijheid van nederzettingen, vuilnisbeltengewone vlier (9), look-zonder-look (9)
Verderwitte honingklaver, citroengele honingklaver, kleefkruid (8), kervel, melde, vogelmuur (8), kruiskruid, berenklauw, kruldistel (9), trosvlier (8), speerdistel (8), hondstong (8), hondsdraf (7), geel nagelkruid (7), muursla (6), heggenrank (6), bitterzoet (8), mannetjesvaren (6), brede stekelvaren (7)
Saprobiotische schimmels, zoals champignons, zijn ook nitrofiel.